# Mesiphiastus subfulvescens
Mesiphiastus subfulvescens är en skalbaggsart som beskrevs av Stefan von Breuning 1970. Mesiphiastus subfulvescens ingår i släktet Mesiphiastus och familjen långhorningar. Inga underarter finns listade i Catalogue of Life.